# Psychopomp

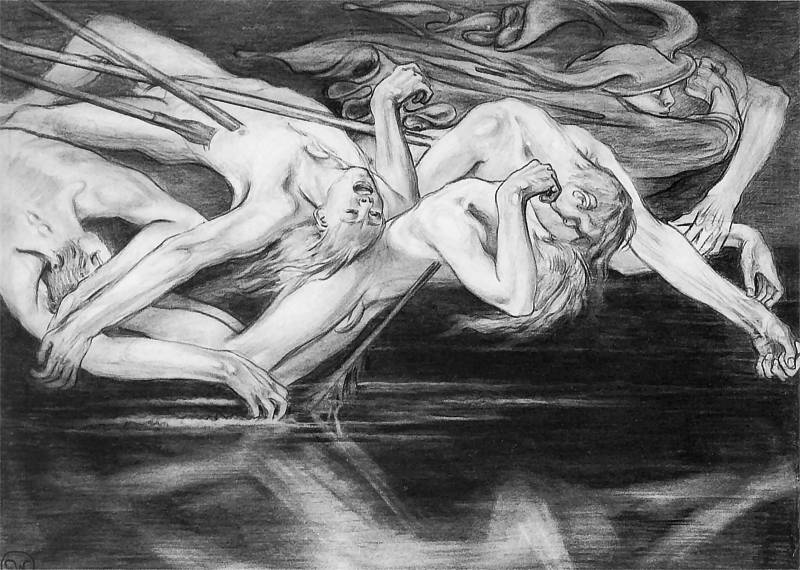
Stanisław Wyspiański: Hermes wiedzie duchy bohaterów do głębin Hadesu, ilustracja do Iliady, rysunek ołówkiem na papierze, 1897, własność prywatna

Psychopomp (stgr. ψυχοπομπóς psychopompós, łac. psychopompus ‘przewodnik dusz’) – w religii istota (anioł, bóstwo, duch, zwierzę), której zadaniem jest odprowadzenie lub przeniesienie duszy zmarłego człowieka do świata pozagrobowego.

## Postacie zwierzęce
Psychopomp często przedstawiany jest w sztuce sepulkralnej i świątynnej w postaci zwierząt. Były to:
- ptaki (kruki, wrony, orły, wróble, sowy, kukułki);
- konie, jelenie, koziorożce;
- psy;
- owady (pszczoły).

## Postacie ludzkie
W wielu kulturach szaman pełni również rolę psychopompa. Nie tylko towarzyszy on duszy zmarłego, ale pomaga również sprowadzić nową duszę na ten świat, co, innymi słowy oznacza, iż uczestniczy w przyjściu noworodka na świat.
W starożytnych wierzeniach psychopompami byli m.in.: Hermes i Charon (Grecja); Anubis (Egipt); walkirie (Skandynawia); Weles (Wołos; Słowianie).
W psychologii Junga psychopomp określany jest mianem pośrednika pomiędzy królestwem nieświadomości i świadomości. W snach natomiast jest on postrzegany jako zapowiedź śmierci i pojawia się, przybierając postać obdarzonego dużą mądrością mężczyzny lub kobiety.